# N'Dlondougou
N'Dlondougou è un comune rurale del Mali facente parte del circondario di Dioïla, nella regione di Koulikoro.